# يوزف كاتونا
يوزف كاتونا (بالمجرية: József Katona)‏ ‏(11 نوفمبر 1791 – 16 أبريل 1830) كاتب مسرحي وشاعر مجري، من مؤلفاته المسرحية التاريخية بانك بان Bank Ban.

## روابط خارجية
- يوزف كاتونا على موقع IMDb (الإنجليزية)
- يوزف كاتونا على موقع الموسوعة البريطانية (الإنجليزية)
- يوزف كاتونا على موقع قاعدة بيانات الفيلم (الإنجليزية)
- يوزف كاتونا على موقع كينوبويسك (الروسية)